# Aselliscus
Aselliscus é um gênero de morcegos da família Hipposideridae.

## Espécies
- Aselliscus stoliczkanus (Dobson, 1871)
- Aselliscus tricuspidatus (Temminck, 1835)